# Pirâmide de Miller

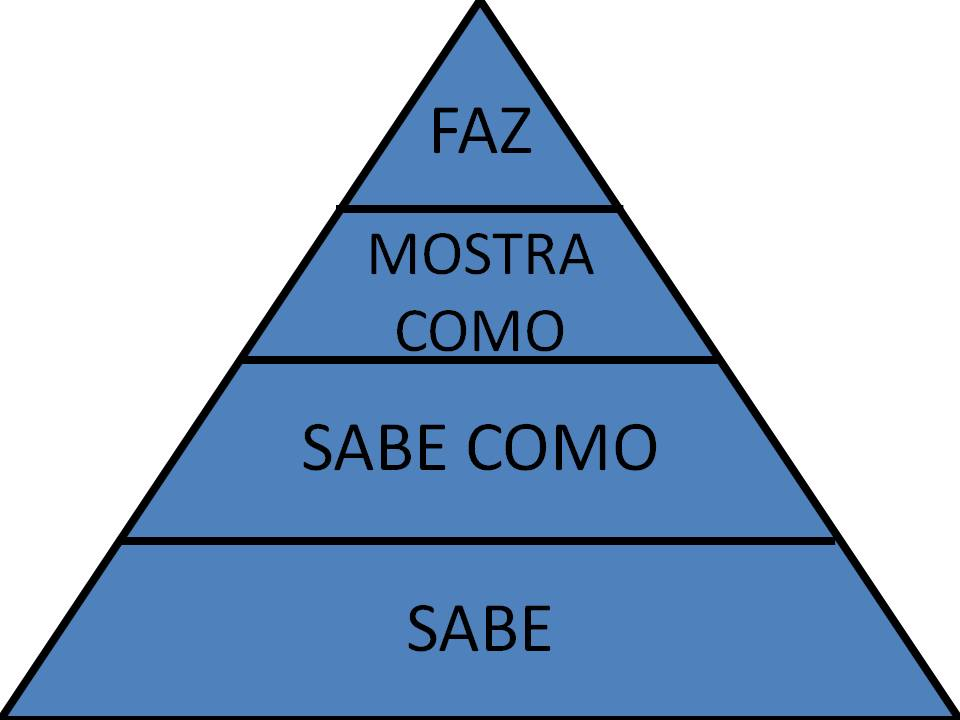
Representação gráfica da Pirâmide de Miller.

Em educação médica, a Pirâmide de Miller é usada como uma ferramenta para o desenvolvimento de métodos de construção do conhecimento e de avaliação, bem como é utilizada para construção de objetivos de aprendizado.
Foi publicada pela primeira vez em 1990, por George Miller, na revista Academic Medicine, em seu artigo The assessment of clinical skills/competence/performance.
Ela é composta por 4 níveis, da base para o ápice: Sabe, Sabe como, Mostra como, Faz. Os 2 primeiros estão no âmbito do conhecimento cognitivo, teórico. Os dois superiores estão no nível de comportamento, técnicas e habilidades, prática.